# 密克罗尼西亚语
密克羅尼西亞語言是密克罗尼西亚地区多種語言的合稱，有20種語言，包括19種密克羅尼西亞本土語言和瑙魯語。

## 種類
- 密克羅尼西亞本部語
  - 基里巴斯語
  - 科斯雷语
  - 馬紹爾語
  - 楚克-波納佩語
- 瑙魯語

### 变種分類法
有变種分類法，使用一條分支結構：
- 非核心密克羅尼西亞語
  - 瑙魯語
- 核心密克羅尼西亞語
  - 楚克-波納佩語
    - 楚克語
      - 楚克語
      - 沃萊艾語

    - 波納佩語
      - 波納佩語

  - 其他核心密克羅尼西亞語
    - 吉里巴斯語
    - 馬紹爾語
    - 科斯雷語

## 外部連結
- Micronesian Comparative Dictionary（页面存档备份，存于）